# Magyar Cecília
Magyar Cecília (Ajka, 1987. június 16. –) magyar színésznő.

## Életpályája
Ajkán született, az iskolai színjátszó körben kezdett ismerkedni a színészettel. Szülővárosában a Bródy Imre Gimnázium és Szakközépiskolában érettségizett 2005-ben, itt angolul és németül tanult. A zalaegerszegi Nádasdy Kálmán Színészképző Stúdió növendéke volt, 2007-től a  Hevesi Sándor Színház társulatának tagja.Diplomáját a Színház- és Filmművészeti Egyetemen 2019-ben kapta meg, drámainstruktor, színjáték szakon végzett, ahol osztályvezető tanárai Csizmadia Tibor és Kocsis Gergely voltak.

## Fontosabb színházi szerepei
- Molière: Scapin furfangjai... Nérine
- Bertolt Brecht: A szecsuáni jólélek... Sógornő
- Ray Cooney: A miniszter félrelép... Jane Worthington
- Robert Thomas: Nyolc nő... Augustine, Gaby nővére
- Francis Veber: Bérgyilkos a barátom... Giselle
- Dale Wasserman – Mitch Leigh – Joe Darion: La Mancha lovagja... Aldonza; Dulcinea
- Eric Toledano – Olivier Nakache – Molnár Anna – Perczel Enikő – Szabó Máté: Életrevalók... Martha
- Oscar Hammerstein: A muzsika hangja... Margit nővér, a növendékek felügyelője
- Hunyady Sándor: A három sárkány... Anna
- Szabó Magda: Abigél... Torma Piroska
- Déry Tibor – Pós Sándor – Presser Gábor – Adamis Anna: Képzelt riport egy amerikai popfesztiválról... Beverly
- Bolba Tamás – Szente Vajk – Galambos Attila: Csoportterápia... Jetti
- Fenyő Miklós – Tasnádi István: Made in Hungária... Hella, a baráti NDK-ból
- Moravetz Levente – Szolnoki Péter: Sárkányszív... Hedvig
- Erich Kästner: Emil és a detektívek... Lotti Laura
- Lázár Ervin: A kisfiú meg az oroszlánok... Arabella, kötéltáncosnő
- Varró Dániel: Túl a Maszat-hegyen... Partvis Attila
- Egressy Zoltán: Fafeye, a tenger ész... Felhőlány
- Huszka Jenő – Martos Ferenc: Gül baba...  Jázmin
- Eisemann Mihály – Szilágyi László: Én és a kisöcsém... Kelemen Kató

## Filmek, tv
- Félúton (2019)
- Legyetek szeretettel

## Díjai, elismerései
- Cserebogár-díj (2014)
- Terminátor-díj (2014)
- Színházbarát-kör díja (2024)